# 谷氨酰胺合成酶
谷氨酰胺合成酶（英語：glutamine synthetase，GS）是一种控制氮代谢的酶。谷氨酰胺这种氨基酸，不仅被细胞用来合成蛋白质，也是用来运输氮的。自由的铵离子对生物有毒性，在血液中不能太多，但是一些生物过程又会产生游离的铵离子；所以就让谷氨酰胺来运输这些铵离子。当细胞需要运输多余的铵离子的时候，就用铵离子和谷氨酸来合成谷氨酰胺，同时消耗ATP。谷氨酰胺合成酶催化的就是这个反应。
这个反应分成两步进行，酶先让ATP和谷氨酸反应，生成γ-谷氨酰磷酸；接着铵离子上来，替换掉磷酸。

Glu + ATP + NH_{3} → Gln + ADP + P_{i} + H_{2}O

在高等植物的研究中，GS也常被定义为植物氨同化所必需的酶。人谷氨酰胺合成酶叫做hGS。

## 分类
谷氨酰胺合成酶可分为三大类：
- GSI：分布于原核生物。
- GSII：主要分布于真核生物和少量细菌，如根瘤菌和放线菌。
- GSIII：目前只在少量的细菌中有发现，如脆弱类杆菌和溶纤维丁酸弧菌。

而在高等植物的种子、叶、根、根瘤和果实等器官中就分布着多种GS的同工酶，分为GS1、GS2、GSx三类：
- GS1：胞质型GS或胞液型GS，由3-5个核基因编码；主要参与种子萌发时储存氮源的转运及叶片衰老时氮源的转移再利用 。
  - GSra
  - GSrb
- GS2：质体型GS或叶绿体型GS，由1个核基因编码；主要参与光呼吸以及硝酸还原产生的氨的同化过程。
- GSx：通常含量较少。

## 外部連結
- InterPro entry（页面存档备份，存于）
- RCSB PDB molecule of the month

Template:Ligases CO CS and CN
Template:Glutamate metabolism and transport modulators